# Iberischer Wasserfrosch
Der Iberische Wasserfrosch (Pelophylax perezi, Syn.: Rana perezi) gehört innerhalb der Ordnung der Froschlurche zur Familie der Echten Frösche (Ranidae). Außerdem wird er nach Aussehen, Lebensweise und Verwandtschaftsbeziehungen zu den Wasserfröschen gerechnet, die inzwischen von vielen Autoren in eine eigene Gattung Pelophylax gestellt werden. Innerhalb des noch nicht abschließend untersuchten Wasserfroschkomplexes scheint dies für weite Teile der Iberischen Halbinsel der einzige Vertreter zu sein.

## Merkmale
Die Art ist sehr variabel in Körpergröße sowie Färbung und Zeichnung. Die meisten Exemplare erreichen Kopf-Rumpf-Längen von fünf bis acht Zentimetern. Weibchen können manchmal auch 9,4 Zentimeter aufweisen und sind insgesamt im Durchschnitt etwas größer als die Männchen. Auf der grünen, grauen oder braunen Oberseite finden sich häufig unregelmäßig geformte dunkle Flecken sowie die für die Wasserfrösche typischen wulstigen Rückendrüsenleisten und eine grünliche Längslinie entlang der Rückenmitte. Letztere kann aber auch fehlen – in manchen Populationen auf Mallorca ist dies sogar bei etwa drei Vierteln aller Tiere der Fall. Die Unterseite ist weißlich und von grauen, manchmal netzartig verbundenen Flecken überzogen. Die paarigen Schallblasen in den Mundwinkeln der Männchen sind ebenso grau gefärbt wie zur Paarungszeit die Brunstschwielen; die Fersenhöcker an den Fußsohlen sind flach und kurz. Unterarten werden nicht unterschieden.
Der Iberische Wasserfrosch kann leicht mit anderen Formen des Wasserfroschkomplexes verwechselt werden, die alle ebenfalls teil-aquatil lebende, spitz- und langschnäuzige Frösche mit relativ eng beieinanderstehenden, leicht nach oben gerichteten Augen sind (vergleiche dagegen: Braunfrösche). Insbesondere bestehen große Übereinstimmungen mit dem im Nordosten Spaniens und in Frankreich sympatrisch und syntop vorkommenden Grafschen Hybridfrosch (Pelophylax "grafi"), der aus Kreuzungen zwischen Pelophylax perezi und dem Seefrosch (Pelophylax ridibundus) hervorgegangen ist. Lange Zeit wurde der Iberische Wasserfrosch auch als Unterart des Seefrosches angesehen. Anhand der sehr ähnlich klingenden Paarungsrufe lässt sich außerdem feststellen, dass eine enge Verwandtschaft mit dem nordafrikanischen Sahara-Wasserfrosch (Pelophylax saharicus) besteht. Auch die Rufe des Teichfrosches (Pelophylax "esculentus") klingen ähnlich.

## Verbreitung
Pelophylax perezi bewohnt die gesamte Iberische Halbinsel sowie Teile Südwest- und Südfrankreichs in recht großer Stetigkeit. (Da es nach derzeitigem Kenntnisstand in weiten Bereichen Spaniens und in ganz Portugal die einzige Wasserfroschform ist, kann die Art trotz der ähnlichen Verwandten und ihrer eigenen Variabilität zumindest in diesen Regionen eindeutig identifiziert werden.) Angaben über Vorkommen in Nordafrika sind mit Hinweis auf die Verwechslungsgefahr mit Pelophylax saharicus anzuzweifeln. Außerdem wurde die Art auf verschiedenen Inselgruppen im östlichen Atlantik und im Mittelmeer vom Menschen angesiedelt, so auf den Kanaren, den Azoren und auf Madeira. Bei den Vorkommen auf den Balearen und Pityusen ist umstritten, ob es sich um allochthone oder natürliche Populationen handelt.
Auf Mallorca beispielsweise ist der Iberische Wasserfrosch eine von vier vorkommenden Lurcharten neben der endemischen Mallorca-Geburtshelferkröte (Alytes muletensis), der Wechselkröte (Bufo viridis-Komplex) und dem Mittelmeer-Laubfrosch (Hyla meridionalis), wobei auch die beiden letztgenannten wohl mit Hilfe des Menschen auf die Insel gelangt sind. Viele Exemplare von Pelophylax perezi kann man etwa im Naturschutzgebiet S’Albufera beobachten.

## Lebensraum, Lebensweise

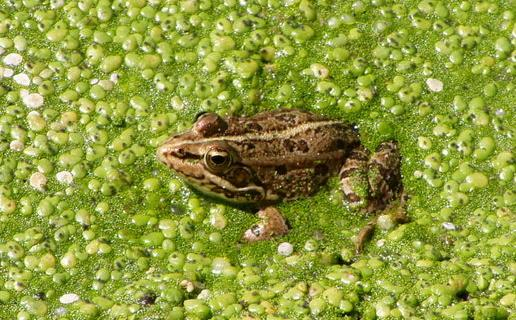
Ein braun gefärbtes Exemplar des Iberischen Wasserfrosches inmitten von Wasserlinsen

Iberische Wasserfrösche leben ganzjährig in und an Gewässern, wo sie sich in „Wasserfrosch-Manier“ an den Ufern sonnen und bei Gefahr mit weiten Sätzen ins Wasser springen. Es werden unterschiedlichste Feuchtgebiete wie Überschwemmungsflächen, Reisfelder, Gebirgsseen, Moorschlenken, Viehtränken, Brunnen und Wasserspeicher besiedelt, besonders häufig entlang von Flussläufen. Nur schnell fließende Gewässer selbst meiden sie. Eine gewisse Verschmutzung sowie leicht brackiges Wasser wird toleriert. Jungtiere entfernen sich auch vom aquatischen Habitat und wandern größere Strecken über Land, vermutlich um neue Gewässerlebensräume zu erschließen.
Pelophylax perezi ernährt sich tag- und nachtaktiv von Insekten, Regenwürmern, Spinnen, Süßwasserkrebsen und Weichtieren. Von den untersuchten spanischen Kaulquappen der Art verzehrten 98 Prozent Algen, 96 Prozent Detritus, 54 Prozent Teile höherer Pflanzen, 21 Prozent pilzliche Organismen, 9,4 Prozent tierische Organismen, 28 Prozent Pollen und alle Sand. Als Fressfeinde werden unter anderem Schleiereulen, Vipernattern, Ringelnattern und verschiedene Wasservögel genannt. Als maximale Lebenserwartung in freier Natur gelten vier bis sechs (zehn) Jahre, wobei die Männchen wohl wegen ihres auffälligeren Paarungsverhaltens eher ein geringeres Alter erreichen.

## Fortpflanzung, Individualentwicklung
Nach einer aquatischen oder terrestrischen Winterruhe zwischen November und Februar/März (bei Inselpopulationen entfällt diese teilweise) dauert die Fortpflanzungsperiode meist von Februar bis in den Juni, gelegentlich aber auch bis in den Herbst. Die Männchen sind dank ihrer paarigen Schallblasen zu lauten Rufen befähigt. Der Paarungsruf soll klanglich besonders dem des Teichfrosches ähneln, aber „härter“ einsetzen. Angelockte Weibchen werden wie bei allen „modernen Froschlurchen“ (Neobatrachia) vom Rücken her in der Achselgegend geklammert (vergleiche Amplexus). Später legt das Paar Laich in Form von gallertigen Klumpen an Unterwasserpflanzen ab, wobei ein Weibchen je nach Alter bzw. Größe und körperlicher Konstitution zwischen 800 und 10.000 je einen bis zwei Millimeter große Eier produziert.
Aus den vier bis sechs Millimeter großen Schlüpflingen wachsen im Verlauf von etwa zwei bis vier Monaten fünf bis sieben (nach Überwinterung manchmal acht bis elf) Zentimeter lange Kaulquappen heran, ehe die metamorphosierten Tiere das Wasser verlassen können. Die Geschlechtsreife wird je nach Zeitpunkt der Umwandlung im zweiten, bei Männchen mitunter auch schon im ersten Lebensjahr erreicht.

## Schutz
Gesetzlicher Schutzstatus
- FFH-Richtlinie: Anhang V („Art von gemeinschaftlichem Interesse“)
- Bundesartenschutzverordnung (BArtSchV): besonders geschützt